# Afonso Mendes
D. Afonso Mendes (Santo Aleixo da Restauração, 18 de Junho de 1579 - Goa, 21 de Junho de 1659), foi teólogo, Patriarca da Etiópia de 1622 a 1636.
Entrando para a Companhia de Jesus, onde foi ordenado sacerdote, doutorou-se em Teologia na Universidade de Coimbra, chegando a leccionar no Colégio das Artes. Em 1622 foi nomeado Patriarca da Etiópia pelo Papa Urbano VIII, para onde partiu em 1623.
Por causa de conflitos com os bispos ortodoxos etíopes, aliados do poder imperial, foi expulso da Etiópia e feito prisioneiro dos turcos em 1636. Uma das suas principais obras literárias foi Expeditiones Aethiopicae onde relata os costumes e condições da Etiópia.